# José Bray
José Bray est un footballeur professionnel français,  né le 23 décembre 1964.

## Biographie
Il a joué de nombreuses saison en D1 d'abord avec l'AS Cannes de Luis Fernandez, Yannick Stopyra, Bruno Bellone ou encore Zinédine Zidane; puis avec le Lille OSC.
En 1994 il quitte l'élite et s'engage au Nîmes Olympique alors en D2, il quitte le club à l'issue d'une saison noire qui voit l'équipe terminer 22e et dernière du championnat.
La saison suivante il rallie le Stade briochin, lui aussi tout juste relégué en National et remporte le championnat.
C'est en Chine qu'il choisit de poursuivre sa carrière en s'engageant au Shanghai Shenhua aux côtés d'un autre français, Christian Perez.
Pour la saison 1997-1998 il revient au club de ses débuts, l'AS Cannes mais ne peux empêcher la relégation de l'équipe après une place de bon dernier.
Il est actuellement agent de joueurs.

## Palmarès
- National
  - Champion : 1996 avec le Stade briochin